# Фокин, Николай Сергеевич
Фокин Николай Сергеевич (19 февраля 1912, Киев, Киевская губерния, Российская империя — 22 октября 1990, Киев, Украинская ССР, СССР) — украинский советский оперный певец (лирический тенор) и музыкальный педагог. Народный артист УССР (1960). Доцент (1976).

## Биография
Родился в Киеве.
Участник Великой Отечественной войны.
В 1946 окончил Киевскую консерваторию (класс А. М. Брагина).
С 1937 — солист Киевского радио, с 1938 — оперной студии при Киевской консерватории, в 1941-1945 — армейских ансамблей песни и танца, в 1948-1954 — Львовского театра оперы и балета, в 1954-1972 — солист Киевского театра оперы и балета.
Выступал как концертный певец. Известный исполнитель народных и современных украинских песен.
Партии: Герцог («Ріголетто» Джузеппе Верди), Фауст («Фауст» Ш. Гуно), Петр («Наталка-Полтавка» Николая Лысенко), Закревский («Тарас Шевченко» Г. И. Майбороды), Олекса («Арсенал» Г. И. Майбороды), Ленский («Евгений Онегин» П. И. Чайковского), Дубровский («Дубровский» Э. Ф. Направника) и др.
С 1966 преподавал в Киевском институте театрального искусства имени И. К. Карпенко-Карого (с 1976 — доцент).
Умер 22 октября 1990. Похоронен на Байковом кладбище (участок № 52).

## Награды
Награжден орденами Отечественной войны I степени и Красной Звезды, медалями.